# ポハ

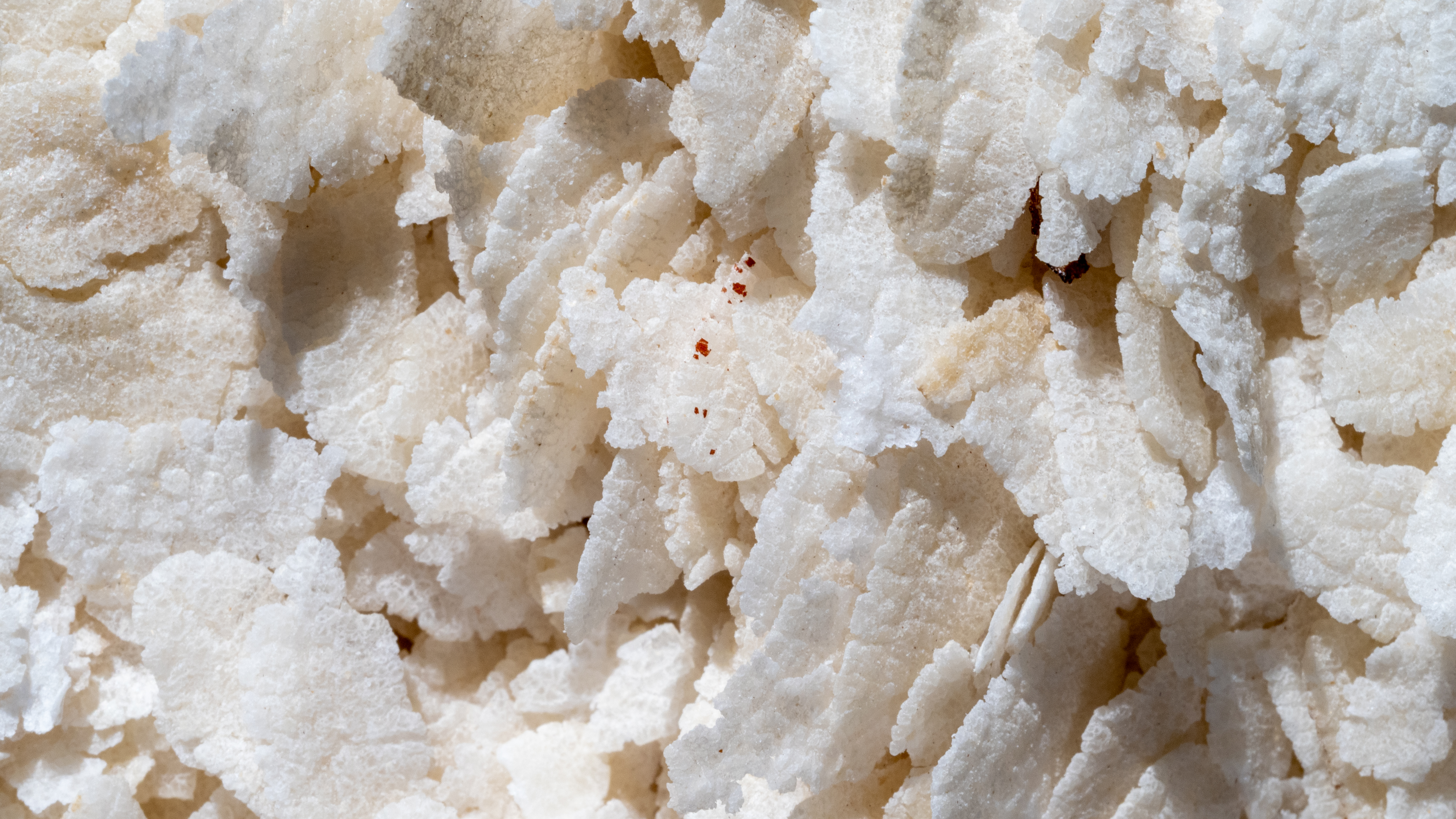
ポハ

ポハ（Poha）は、インドの食材で、お米をひらたくつぶして乾燥させたもの。朝ごはんとしてよく食べられる。インドの米フレーク。
油で揚げてスパイスと混ぜ「チウラ」や「ナムキーン」にしたり、水で戻したものを蒸したり、炒めたりする。。